# Duatlon
De duatlon is, net als bijvoorbeeld de triatlon, een 'multisport', een sport die niet uit één enkele discipline bestaat. Duatlon wordt georganiseerd door de triatlonbonden.

## Onderdelen en geschiedenis
Duatlon bestaat uit twee sporten en drie delen: eerst hardlopen, dan fietsen en tot slot opnieuw hardlopen. De afstanden van deze drie disciplines variëren naargelang de afstand van de duatlonwedstrijd.
De meest bekende afstanden zijn:
- Sprintduatlon, waarbij men 5 km loopt, 20 km fietst en vervolgens 2,5 km loopt
- De korte afstand of kwartduatlon bestaat meestal uit 10 km lopen, 40 km fietsen en tot slot 5 km lopen
- De lange afstand bestaat meestal uit 10 km lopen, 60 km fietsen en nogmaals 10 km lopen. In deze wedstrijd is stayeren tijdens het fietsen niet toegelaten zodat de atleten een tijdrit van 60 km betwisten.

Zoals bij veel multisporten zijn er varianten, zoals de Hel van Kasterlee, waarbij het fietsonderdeel met de mountainbike gebeurt.

## Geschiedenis

### Duatlon in België
1. Den Halven van Damme
2. De Hel van Kasterlee
3. Memorial Benny Vansteelant
4. Herentals Duatlont

## Enkele bekende duatleten
- Bart Aernouts (België)
- Bianca van Dijk-Dercksen (Nederland)
- Irma Heeren (Nederland)
- Wim Nieuwkerk (Nederland)
- Huub Maas (Nederland)
- Armand van der Smissen (Nederland)
- Benny Vansteelant (België)
- Loïc Hélin (België)
- Joerie Vansteelant (België)
- Rob Woestenborghs (België)
- Rob Barel (Nederland)
- Koen Maris (België)
- Seppe Odeyn (België)
- Thibaut De Smet (België)
- Richard Murray (Nederland)
- Arnaud Dely (België)

## Kampioenschappen
- Nederlands kampioenschap duatlon
- Nederlands kampioenschap cross duatlon
- Belgisch kampioenschap duatlon
- Belgisch kampioenschap crossduatlon
- Europees kampioenschap duatlon
- Wereldkampioenschap duatlon korte afstand
- Wereldkampioenschap duatlon lange afstand